# 天津地铁9号线
天津地铁9号线，前称津滨轻轨，代表色是■深蓝色，始建于2001年1月18日，一期工程中山门站至东海路站于2003年9月30日建成通车，2004年3月28日开始试运营，二期工程中山门站至十一经路站已于2011年5月1日开通试运营，十一经路站至天津站站亦于2012年10月15日开通，并与天津地铁2号线、天津地铁3号线在天津站实现换乘。另外，天津本地媒体所称“地铁9号线”主要针对津滨轻轨天津站站至中山门站延伸段，延伸段内车站标识使用“9号线·滨海快速”和“津滨轻轨”混合称谓。
由于受2015年天津港爆炸事故影响，其车辆控制中心和东海路站受损严重，2015年8月13日宣布暂停运营。同年12月14日，天津市决定，从12月16日起恢复地铁9号线的运营，运行区间为天津站至钢管公司站，同时安排多路公交车，实现轻轨与公交车的无缝连接。2016年6月，恢复至市民广场站的运营。2016年12月31日，9号线全线恢复运营，并同时开通了张贵庄站和太湖路站两座车站。

## 概述

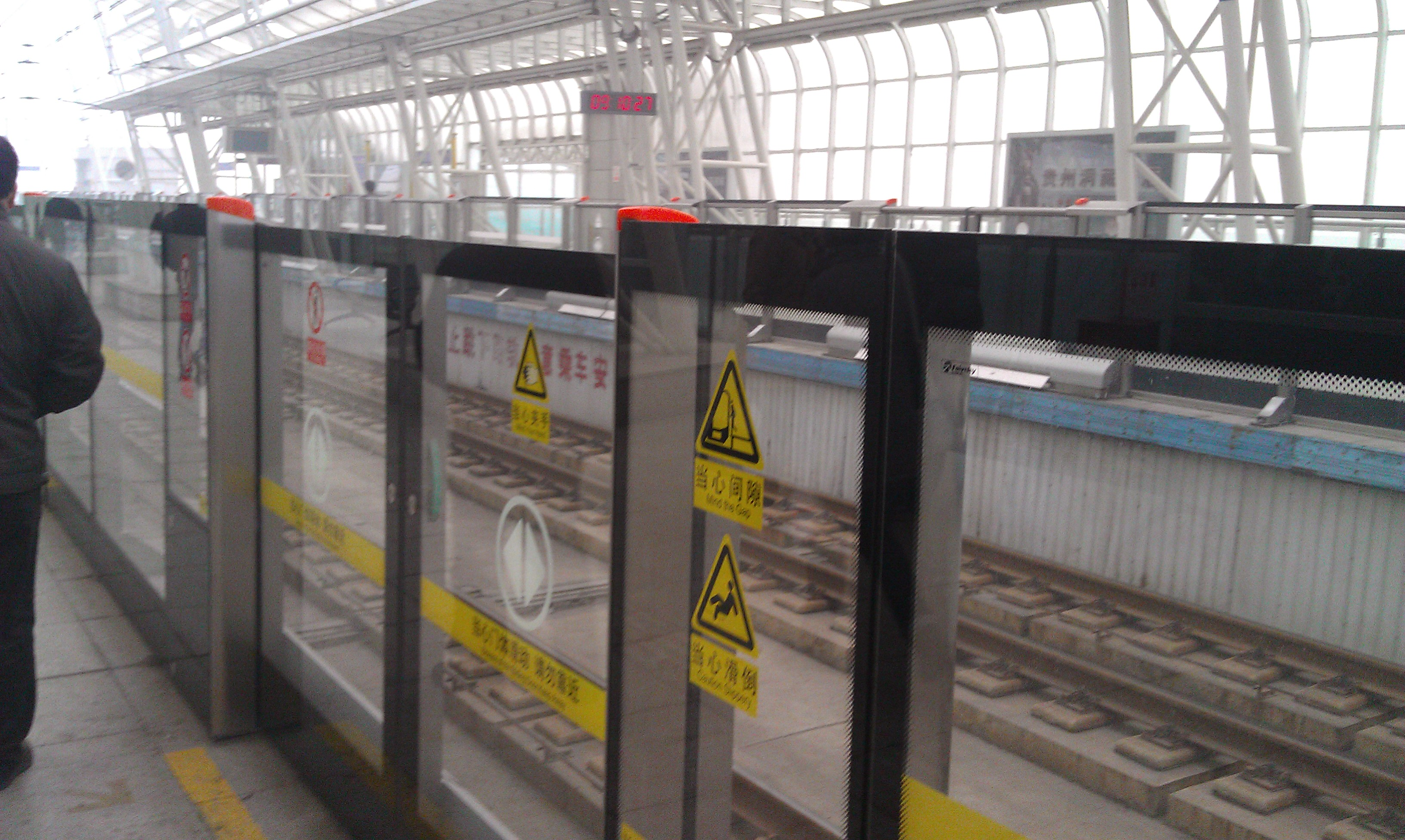
市民广场站已启用的安全门

天津地铁9号线全长52.759千米，其中高架线39.915千米，地面線5.894千米，过渡线0.28千米，地下线6.67千米，已开通的天津站至东海路区间共设21座已运营车站：天津站、大王庄、十一经路、直沽、东兴路、中山门、一号桥、二号桥、张贵庄、新立、东丽开发区、小东庄、军粮城、钢管公司、胡家园、塘沽、泰达、市民广场、太湖路、会展中心、东海路，4座预留车站：中西村站、中心庄站、八堡站和车站北路站。此外，9号线还设有一个控制中心、一个车辆基地：胡家园车辆段和一个停车场：新立停车场。天津地铁9号线一期工程中山门到东海路段于2001年5月18日开工建设，2003年9月30日建成通车。天津地铁9号线已启动了自动售检票系统（AFC）、列车自动控制系统（ATC）等先进设备。同时，站内还设有残疾人升降机、自动擦鞋机、自动柜员机等服务设施。
由于受2015年天津港爆炸事故影响，其车辆控制中心和东海路站受损严重，2015年8月13日宣布暂停运营。同年12月14日，天津市决定，从12月16日起恢复地铁9号线的运营，运行区间为天津站至钢管公司站，同时安排多路公交车，实现轻轨与公交车的无缝连接。2016年6月，恢复至市民广场站的运营。2016年12月31日，9号线全线恢复运营，并同时开通了张贵庄站和太湖路站两座车站。

## 安全问题
由于没有站台门，天津地铁9号线发生过一次跳轨事故，加之部分车站高峰时段站台过度拥挤，存在巨大安全隐患，因此全线地上车站已陆续安装低站台门，并已于2011年11月13日前陆续启用。同时，中山门站（不含）至天津站站区间所有车站在建设时也均安装了高站台门。

## 使用车辆

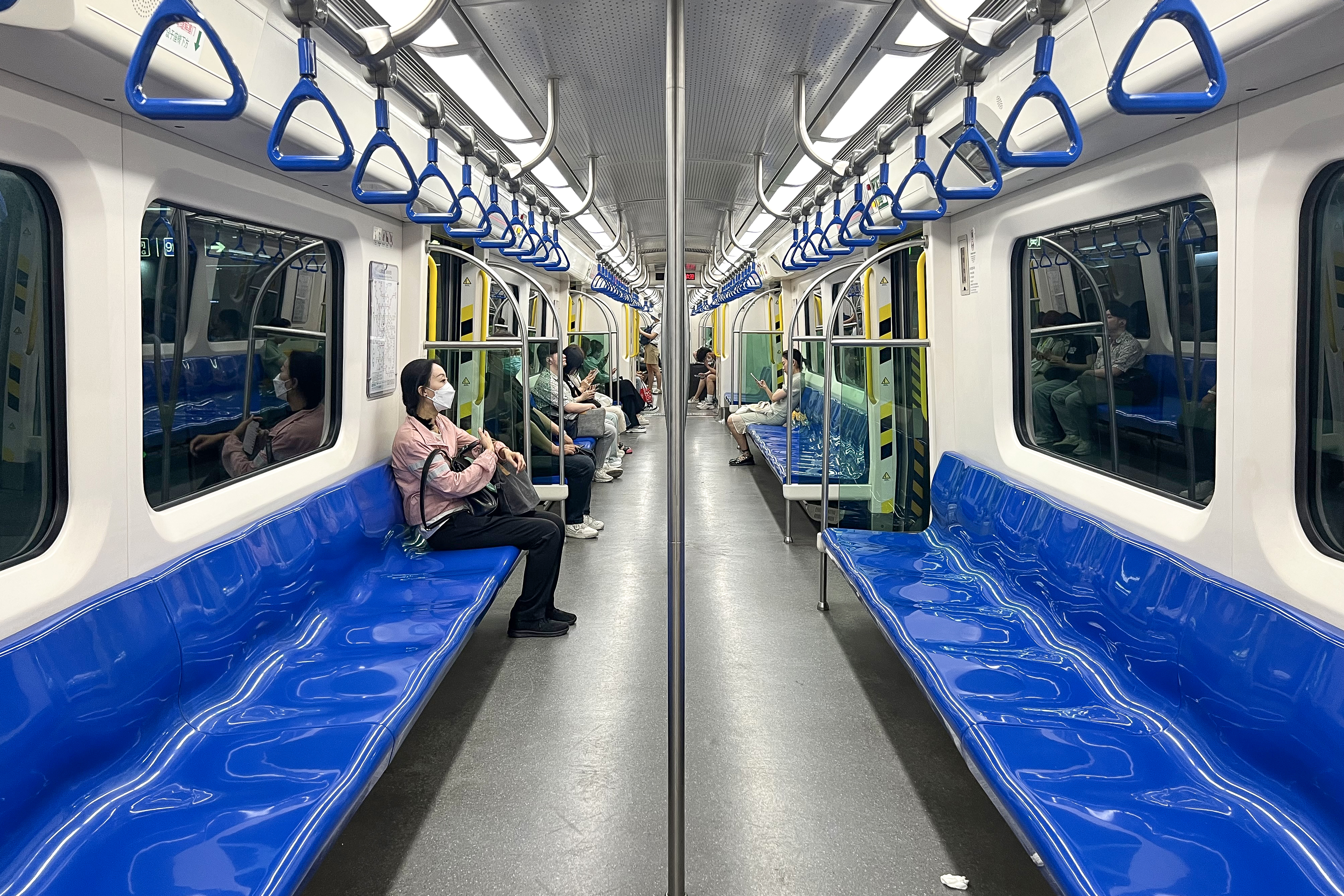
9号线车辆内部

天津地铁9号线目前使用长春轨道客车生产的DKZ7型、DKZ19型客车。列车为四节编组，定员800人，供电方式为接触网受电，设计最高时速为100公里/小时，可实现中山门至东海路全程运行时间46分钟、东海路站到十一经路站全程运行时间56分钟。两批列车共38列、152辆，自编号 BMT101~138。
2024年12月22日，津滨轻轨9号线增购车上线运营。该批增购车共10列，客室内部延续9号线现有的色彩搭配，车厢顶部以“蓝天白云”为图案，搭配LED智能光感照明系统。此外，车厢端部设置有无线充电和USB充电装置，空调系统采用更为节能高效的变频空调，配备有座椅电加热系统和空气智能检测系统及等离子净化装置，为乘客提供更加舒适的乘车体验。

## 历史
- 1984年12月6日，国务院下发《关于天津市进一步实行对外开放的报告的批复》，同意就与外商合作兴建天津至塘沽的轻轨高速电车及其他能显著改善交通条件的重大项目积极开展对外洽谈，待有具体的可行性方案时，上报国家审批[11]。
- 2001年1月18日，由天津天保控股有限公司、天津泰达投资控股有限公司、天津市塘沽城市建设投资公司、天津港（集团）有限公司共同投资组建的天津滨海快速交通发展有限公司成立，负责天津地铁9号线暨津滨轻轨的建设及运营。
- 2001年5月18日，津滨轻轨一期工程开始建设。2002年1月至6月，天津地铁9号线完成机车车辆的招标、谈判和合同签订工作。
- 2002年11月，天津地铁9号线东段土建工程完工。同年底，天津地铁9号线的机车车辆投入生产。
- 2003年3月，天津地铁9号线第一列车下线。同月，天津地铁9号线开始铺轨。
- 2003年6月，天津地铁9号线桥梁工程贯通。
- 2003年7月，天津地铁9号线轨道提前实现双向轨道贯通。
- 2003年8月31日，天津地铁9号线首座车站建成。
- 2003年9月15日，天津地铁9号线新车抵达天津。
- 2003年9月，天津地铁9号线暨津滨轻轨实现“三通”：车通、轨通、电通，首列列车冠名权竞拍成功。
- 2003年11月21日，天津地铁9号线首次热滑试车进入天津市区。
- 2003年11月27日，中山门与轻轨并行的富民路双线直跑式立交桥竣工通车。
- 2003年11月28日，天津地铁9号线暨津滨轻轨全程试运行。
- 2004年2月13日，举行天津地铁9号线暨津滨轻轨票价听证会。
- 2004年3月14日，正式公布天津地铁9号线暨津滨轻轨票价。
- 2004年3月28日，天津地铁9号线暨津滨轻轨开放试运营，期间轻轨实行人工售票，按照乘车里程不同，有3元和5元两种不同票价，轻轨从市区中山门站至开发区东海路站早晚6点半双向对开，每间隔15分钟发车一次。整个运行时间约为40分钟，中途共停车12站，对市民开放8个车站，对市民开放的8个轻轨车站依次为：中山门、东丽开发区、钢管公司、洋货市场、洞庭路、东海路等共6座车站，胡家园站作为滨海快速员工通勤车站，只供内部使用，会展中心站只供泰达足球场或会展中心举办活动时开放使用。
- 2004年5月25日，一号桥站开通。
- 2004年9月13日，天津地铁9号线暨津滨轻轨运营时间延长为自早6时30分至晚19时。
- 2004年9月30日，天津地铁9号线暨津滨轻轨建成通车一周年之际推出六项新举措，延长运营时间、缩短发车间隔、配合大型活动临时延长时间、开放新车站、购买月票优惠。
- 2004年10月18日，市民广场站开通。
- 2005年3月27日，会展中心站开通。
- 2005年4月28日，二号桥站开通，一号桥站关闭。启用自动售票检票系统，延长运营时间为自早06时30分至晚20时00分。原洋货市场站更名为塘沽站，原洞庭路站更名为泰达站。
- 2006年3月1日，一号桥站重新开通，新立站、小东庄站、军粮城站、胡家园站开通。至此，一期工程东段所有14座车站均投入运营。
- 2006年3月28日11时，天津地铁9号线暨津滨轻轨ATP人工驾驶模式转为ATO自动驾驶模式，全程运行时间由49分钟缩短为47.5分钟。
- 2006年5月1日，延长运营时间为自早06时30分至晚21时00分。[12]
- 2010年10月28日，更换车票为Token车票，启用新的自动售票机和检票机。
- 2011年5月1日，天津地铁9号线中山门站至十一经路站开通试运营，高峰时段最小行车间隔保持为五分钟，东海路站至十一经路站全程时间约为56分钟，全程票价9元。[13]
- 2011年11月8日，天津地铁9号线中山门站安全门开始启用，其余车站安全门也于11月13日启用。[9]
- 2012年8月底，天津地鐵9号線的自動售票機实现与其他线路的联网。并更换为新的售票界面。
- 2012年10月14日，天津地鐵9号線再次更換單程票，更換成與天津地鐵一致的綠色單程票，並做好開通前的最後準備。
- 2012年10月15日，天津站站、大王莊站正式啟用，標誌著天津地鐵9号線正式全線貫通。
- 2015年8月13日，9号线控制中心与东海路站在滨海新区爆炸事件中受损严重，自本日起全線暂停运营。[3]
- 2015年12月16日，9号线恢复运营，运行区间为天津站至钢管公司站[4]。
- 2016年6月27日，9号线恢复至市民广场站的运营。[5]
- 2016年12月31日，9号线全线恢复运营。新設的张贵庄站与太湖路站同时启用。
- 2021年7月12日，9号线开行直达快车，每日早、晚间各专门开行1列次直达快车，早间由塘沽站运行至天津站、晚间由天津站运行至塘沽站，中途仅停靠直沽站，单程运行时间42分钟，较普通车节约10分钟[14]。
- 2022年5月17日，因东丽区疫情影响，军粮城站暂停运营，列车通过不停车
- 2022年5月18日，因东丽区疫情影响，张贵庄站、新立站、东丽开发区站、小东庄站、钢管公司站暂停运营，列车通过不停车
- 2022年5月29日，张贵庄站、新立站、东丽开发区站、小东庄站、军粮城站、钢管公司站恢复运营。
- 2022年9月16日，因疫情影响，中山门站暂停运营，列车通过不停车
- 2022年9月23日，中山门站恢复运营
- 2022年9月26日，因疫情影响，胡家园站、塘沽站、泰达站、市民广场站、太湖路站、会展中心站、东海路站只出不进，9月27日，上述车站暂停运营，9号线运行区间调整为天津站-钢管公司
- 2022年10月10日，胡家园站恢复运营，9号线运行区间调整为天津站-胡家园
- 2022年10月12日，塘沽站、泰达站、市民广场站、太湖路站、会展中心站、东海路站恢复运营，至此9号线恢复全线运营
- 2022年11月28日，因疫情影响，胡家园站、塘沽站、泰达站、市民广场站、太湖路站、会展中心站、东海路站暂停运营，9号线运行区间调整为天津站-钢管公司
- 2022年12月1日，胡家园站、塘沽站、泰达站、市民广场站、太湖路站、会展中心站、东海路站恢复运营
- 2023年3月15日，9号线执行调图，直达快车调整为双向早晚对开各一列，其中天津站05:55始发快车到达塘沽站后，站站停靠直至东海路站。[15]
- 2024年12月底，历时13个月的地铁9号线信号系统升级改造工程完成，正线最小追踪间隔缩短为90秒。[16]

## 车站
9号线目前共设21个车站，其中地下车站5个，高架车站15个，地面车站1个。

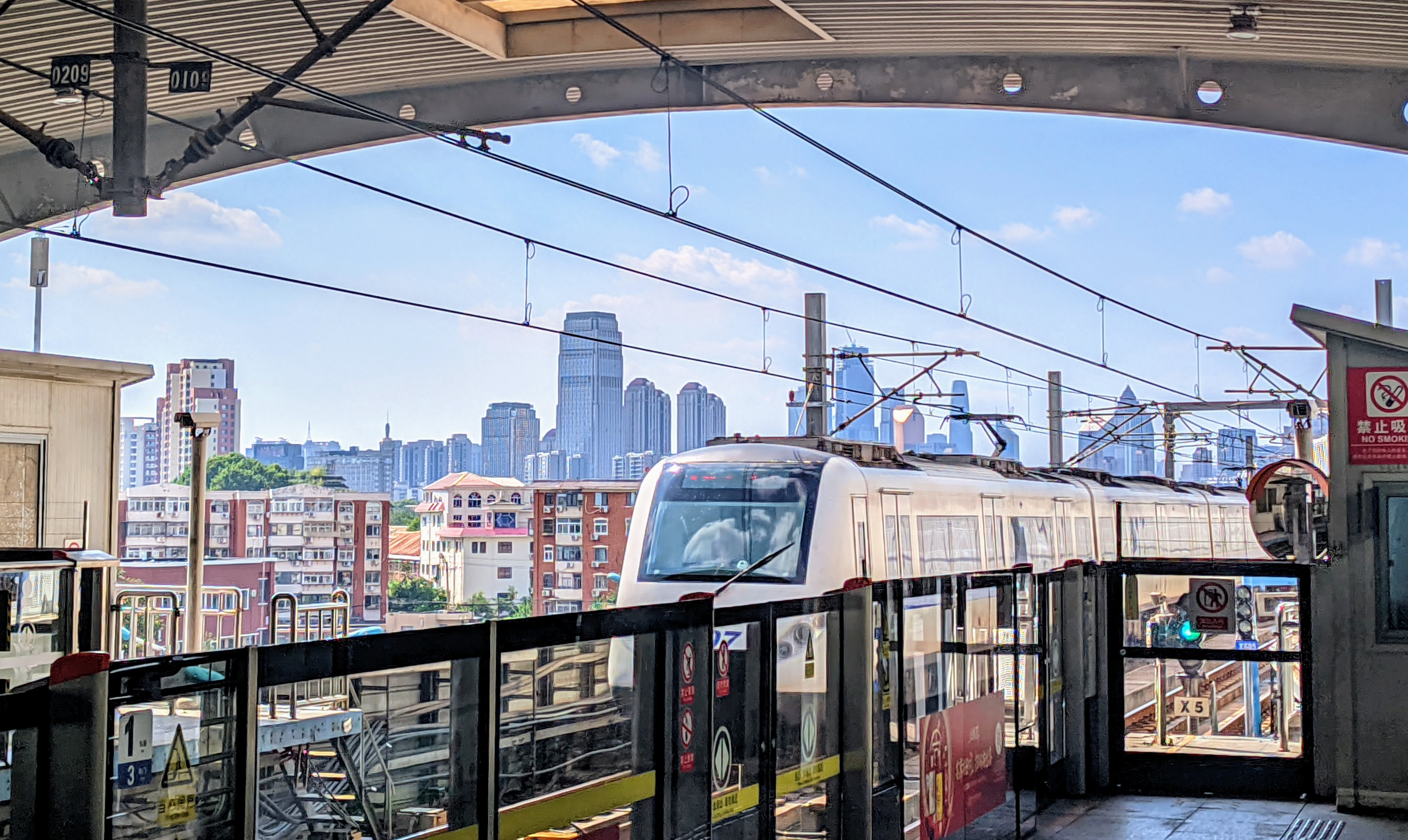
中山门站

### 换乘站

#### 已投入使用
- 天津站：换乘2号线、3号线。9号线与2号线滨海国际机场方向同台换乘，换乘2号线曹庄方向与3号线需经过站厅换乘。
- 直沽站：换乘5号线。9号线建设时未做预留，为站厅T字型换乘。
- 一号桥站：经龙涵道站出站换乘10号线。两站在10号线开通之日起提供站外换线联程功能。

#### 将会成为换乘站的车站
- 塘沽站：换乘B1号线。因B1号线为地下车站，9号线未做预留，预计为长通道换乘。
- 泰达站：换乘Z4号线。因Z4号线为地下车站，9号线未做预留，预计为长通道换乘。

#### 改作远期预留的车站
- 十一经路站：原定换乘4号线，9号线建设时已经直接预留了4号线的月台及换乘节点，但由于4号线更改走线，本站预留预计将改由远期新线路使用。

| 天津地铁9号线 |                 |                |                        |                  |              |
| 天津站 | 河东区          | 2012年10月15日 | █ 2号线 █ 3号线 天津站 | 地下西班牙式站台 | 兩側均會開啟 |
| 大王庄 | 河东区          | 2012年10月15日 |                        | 地下岛式站台     | 左侧         |
| 十一经路 | 河东区          | 2011年5月1日   |                        | 地下岛式站台     | 左侧         |
| 直沽 | 河东区          | 2011年5月1日   | █ 5号线                | 地下岛式站台     | 左侧         |
| 东兴路 | 河东区          | 2011年5月1日   |                        | 地下岛式站台     | 左侧         |
| 中山门 | 河东区          | 2004年3月28日  |                        | 高架侧式站台     | 右侧         |
| 一号桥 | 河东区          | 2004年5月25日  | █ 10号线：龙涵道[7↑]   | 高架侧式站台     | 右侧         |
| 二号桥 | 河东区          | 2005年4月28日  |                        | 高架侧式站台     | 右侧         |
| 张贵庄 | 东丽区 / 河东区 | 2016年12月31日 |                        | 高架侧式站台     | 右侧         |
| 新立 | 东丽区          | 2006年3月1日   |                        | 高架岛式站台     | 左侧         |
| 东丽开发区 | 东丽区          | 2004年3月28日  |                        | 高架侧式站台     | 右侧         |
| 小东庄 | 东丽区          | 2006年3月1日   |                        | 高架侧式站台     | 右侧         |
| 军粮城 | 东丽区          | 2006年3月1日   |                        | 高架侧式站台     | 右侧         |
| 钢管公司 | 东丽区          | 2004年3月28日  |                        | 高架岛式站台     | 左侧         |
| 胡家园[3] | 滨海新区        | 2006年3月1日   |                        | 高架双岛式站台   | 右侧         |
| 塘沽[4] | 滨海新区        | 2004年3月28日  | █ B1线                 | 高架侧式站台     | 右侧         |
| 泰达[5] | 滨海新区        | 2004年3月28日  | █ Z4线                 | 高架侧式站台     | 右侧         |
| 市民广场 | 滨海新区        | 2004年10月18日 |                        | 高架侧式站台     | 右侧         |
| 太湖路 | 滨海新区        | 2016年12月31日 |                        | 高架侧式站台     | 右侧         |
| 会展中心[6] | 滨海新区        | 2005年3月27日  |                        | 高架侧式站台     | 右侧         |
| 东海路 | 滨海新区        | 2004年3月28日  |                        | 地面侧式站台     | 右侧         |
| 注释 |                 |                |                        |                  | 右侧         |
| 1 斜体标示的车站，尚未启用。 2 斜体标示的换乘，尚未启用。 3 胡家园站2006年3月1日前只供通勤员工使用。 4 塘沽站在2005年4月28日前名为洋货市场站。 5 泰达站在2005年4月28日前名为洞庭路站。 6 会展中心站2005年3月27日前仅供泰达足球场或会展中心举办活动时开放使用。 7↑ 站外换线联程，在不更换乘车介质的情况下30分钟内可减一元。 |                 |                |                        |                  |              |
| 论 编 |                 |                |                        |                  |              |

## 行车安排
9号线22:30前采取单一线路运营，所有列车皆往返天津站及东海路站之间，22:30分后由天津站单向开出终点站为新立站的小交路列车，直至23:48分。同时，由于受高架扰民影响，9号线夜间部分时段列车降速运行，全程运行时间由日间的64分钟延长至约75分钟。同时，9号线在首班车前及全程末班车后双方向开行1对大站快车，由塘沽站运行来往天津站，中途仅停靠直沽站，单程运行时间42分钟，较普通车快约10分钟。其中，早间由天津站发往塘沽的快车，到达塘沽后直接各站停车继续前往东海路，折返后恢复为全程列车。

### 列车间隔
| 峰期   | 峰期     | 时间段                 | 时间段                 | 行车间隔       | 行车间隔       |
| 峰期   | 峰期     | 天津站至东海路         | 东海路至天津站         | 天津站至东海路 | 东海路至天津站 |
| ------ | -------- | ---------------------- | ---------------------- | -------------- | -------------- |
| 工作日 | 早平峰   | 6:00-7:25              | 6:00-6:55              | 6-8分钟        | 6-10分钟       |
| 工作日 | 早高峰   | 7:25-8:41              | 6:55-7:40              | 4.5-5分钟      | 4.5-5分钟      |
| 工作日 | 平峰     | 8:41-17:36             | 7:40-16:35             | 6-8分钟        | 6-8分钟        |
| 工作日 | 晚高峰   | 17:36-19:01            | 16:35-17:55            | 5分钟          | 5分钟          |
| 工作日 | 晚次高峰 | 19:01-21:00            | 17:55-20:00            | 8分钟          | 8分钟          |
| 工作日 | 晚平峰   | 21:00-23:48            | 20:00-22:30            | 10分钟         | 10分钟         |
| 節假日 | 高峰     | 9:00-21:00             | 8:00-19:52             | 8分钟          | 8分钟          |
| 節假日 | 其他时段 | 6:00-9:00，21:00-23:48 | 6:00-8:00，19:52-22:30 | 10分钟         | 10分钟         |

## 未来发展
截止目前，天津站站及东海路站均未对潜在延伸做任何土建预留，故在可预见的未来也不会有延伸规划，换乘站则可能随新线路建设开通而新增。
此外有部分市民曾建议9号线模仿1号线对列车进行4改6扩编，但轨道交通集团表示由于车辆段及部分车站预留长度不足，且受地形因素难以改造长度，暂不考虑。